# Astragalus glycyphyllos
L'astragalo falsa liquerizia (Astragalus glycyphyllos L., 1753) è un piccolo arbusto, erbaceo, glabro a portamento strisciante, appartenente alla famiglia delle Fabacee.

## Descrizione
La forma biologica è del tipo  emicriptofita reptante (H  rept): quindi sono piante perenni che si propagano per mezzo di gemme poste sul terreno i cui fusti sono striscianti e non molto alti.

È una delle poche specie del genere Astragalus prive di spine.

### Radici
La radice è del tipo fascicolato.

### Fusto

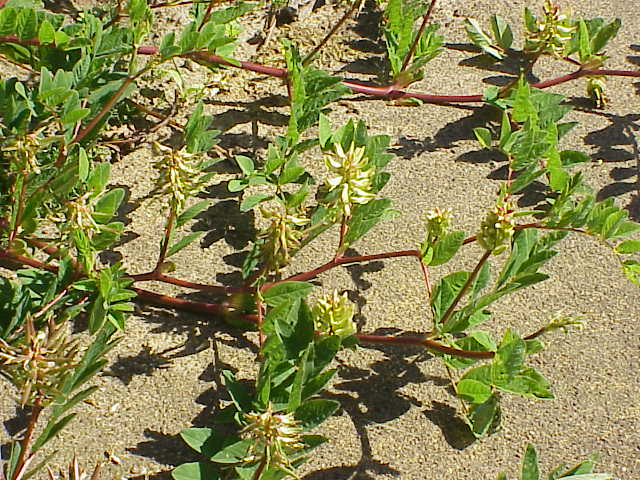
Il fusto strisciante

Fusto epigeo è strisciante (a portamento prostrato), glabro o peli semplici, poco ramificato. Dimensione massima 30–100 cm di estensione, ma al massimo arriva a 20 cm di altezza. Alla fioritura il fusto acquista un colore rossastro. 

### Foglie

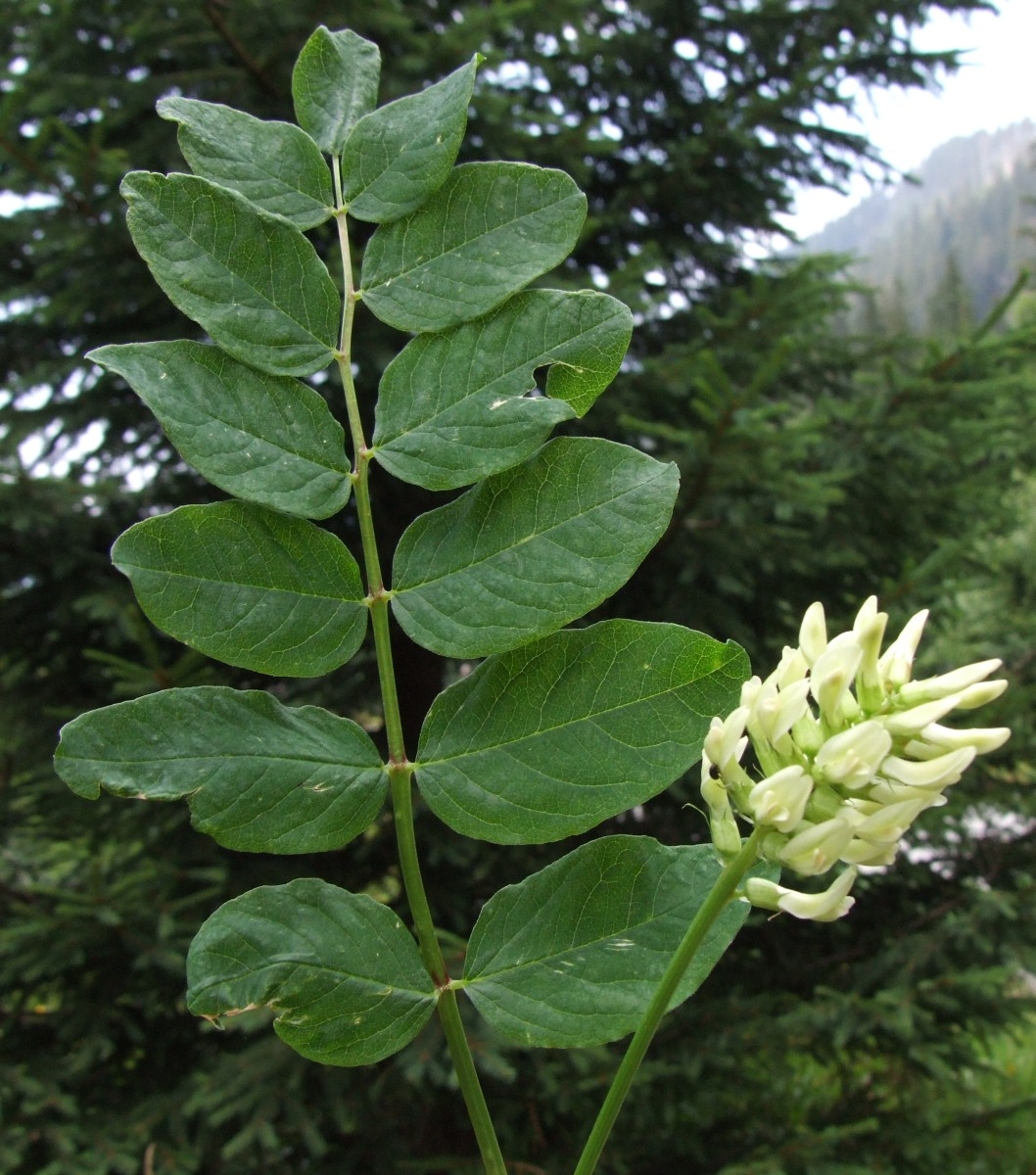
Foglie imparipennate

Le foglie sono alterne, imparipennate (quindi in numero di dispari: da 9 a 15 segmenti ovato-ellittici,  glabri), di lunghezza 2–4 cm e patenti. Mentre la lunghezza complessiva della foglia è al massimo 20 cm. Il colore è verde pallido. Alla base del picciolo sono inoltre  presenti delle  stipole intere a forma lanceolata.

### Infiorescenza
Infiorescenze di tipo a racemo ascellare eretto (dimensione minore delle foglie). Fiori radi:  8 - 30 per infiorescenza.

### Fiori
Il fiore, pentamero, ermafrodito,  dialipetalo, zigomorfo, è brevemente peduncolato e lungo 11–15 mm. Il più delle volte il portamento del peduncolo è pendulo.
 
Il calice gamosepalo è glabro di forma campanulata, brevemente dentato.

La corolla è  papilionacea con 5 petali profumati di colore crema o giallo verdastro. È carenata con l'estremità ottusa.

Gli stami sono 10, mentre l'ovario è monocarpellare e supero.

Impollinazione: tramite farfalle (anche notturne).

Fioritura: da maggio a luglio.

### Frutti

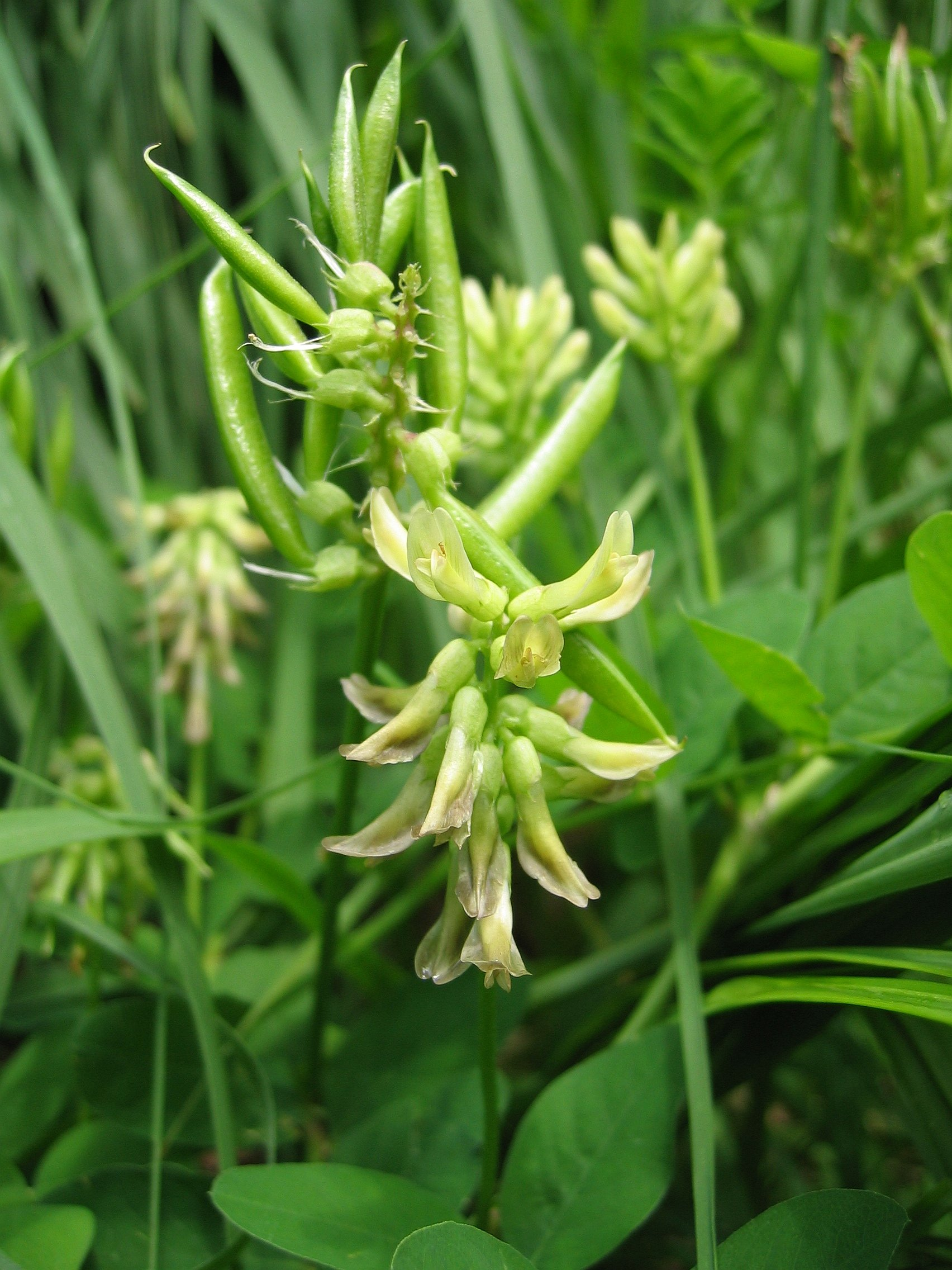
Frutti tipo legume conniventi

I frutti sono dei legumi acuminati di sezione circolare e lievemente arcuati, glabri lunghi circa 3–4 cm. A volte possono essere conniventi.

## Distribuzione e habitat
Il tipo corologico è definito come Sud Eurosberiano; abitante quindi delle zone calde dell'Europa e fascia meridionale della Siberia.

In Italia è comune e vegeta nei luoghi erbosi e calcari e nei boschi caducifogli  e mesofili. Non è presente nelle isole.

Altitudine  preferita: 100 - 1400 m s.l.m..

## Usi

### Agricoltura
A. glycyphyllos ha un buon impiego come pianta da foraggio, infatti le foglie sono molto appetite dal bestiame. 
Il valore nutritivo della pianta seccata è molto alto: sostanze azotate, grassi greggi, cellulosa, acqua e altro.

### Cucina
Dal nome (falsa liquirizia, chiamata così per la sua radice zuccherina) si capisce che non è la pianta dalla quale si ricava la vera liquerizia che è Glycyrrhiza glabra; invece può essere utilizzata per fare il tè.

## Galleria d'immagini

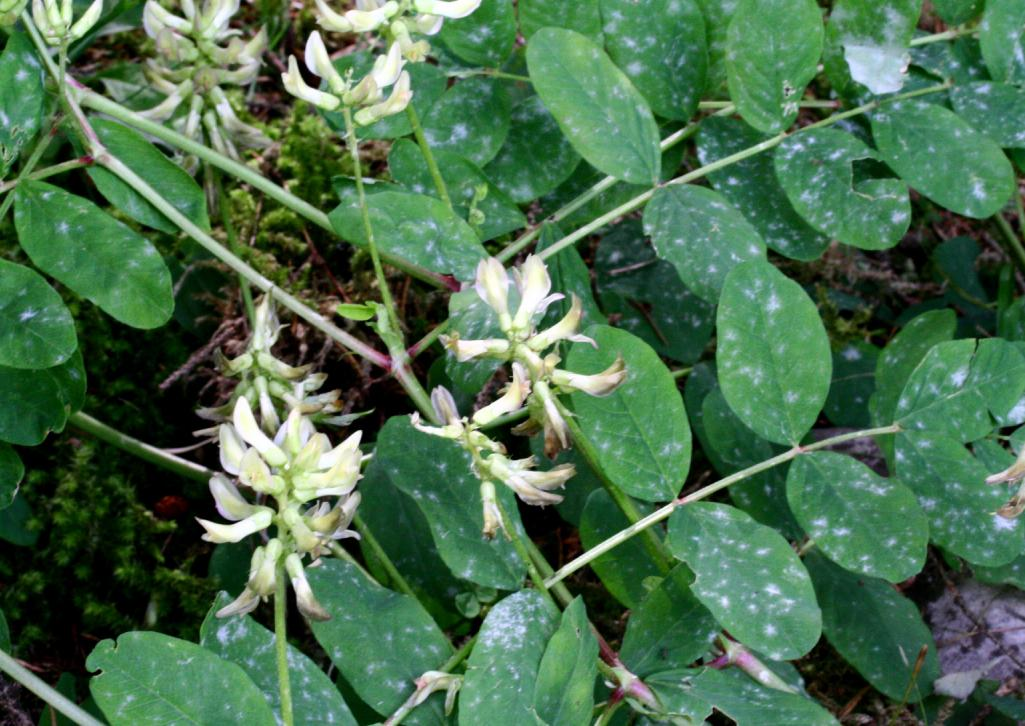
Fiori e foglie della pianta
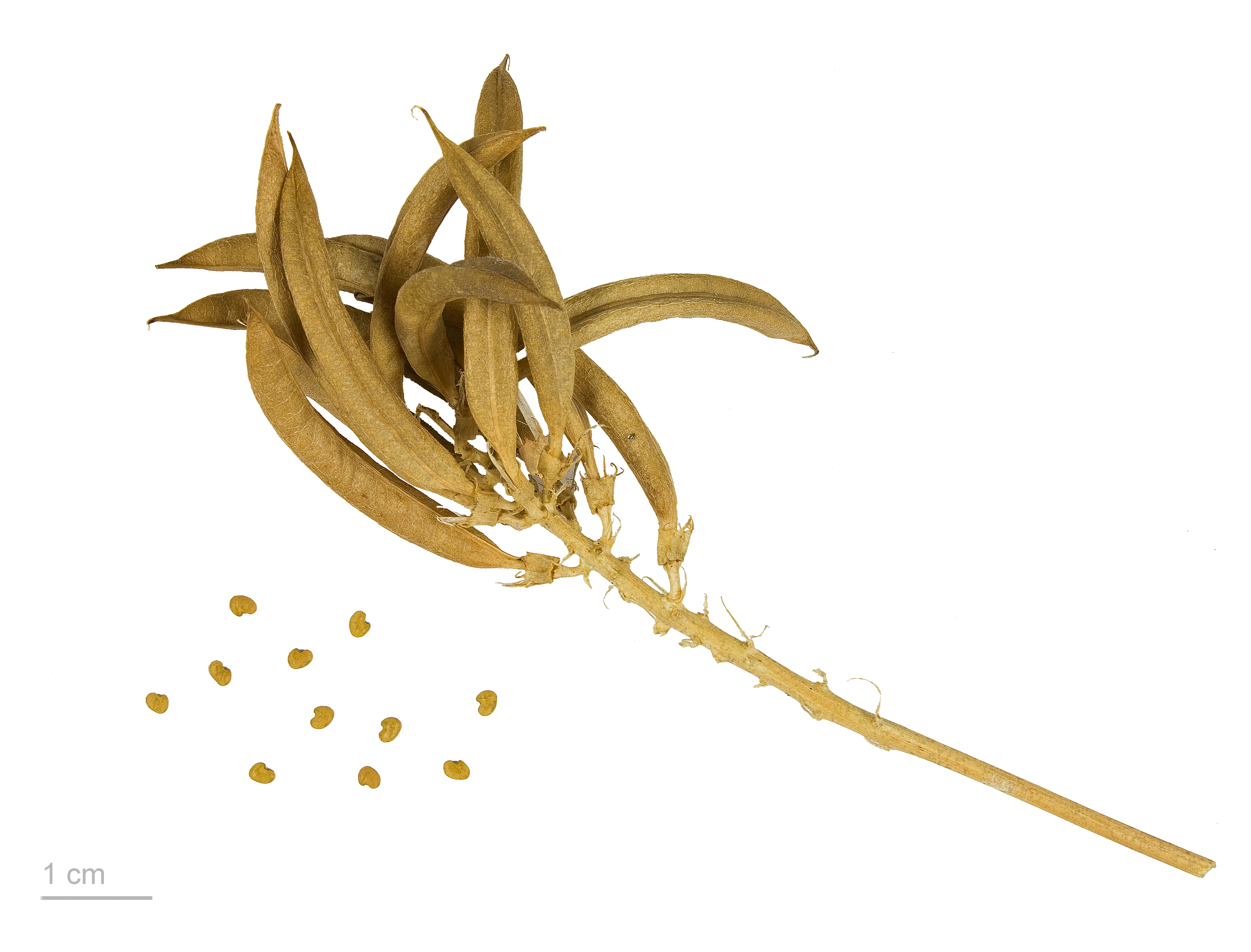
Astragalus glycyphyllos - Museum specimen